# نیروی هوایی شیلی
نیروی هوایی شیلی (اسپانیایی: Fuerza Aérea de Chile‎) نیروی هوایی زیرمجموعه نیروهای مسلح شیلی است، که فعالیت خود را از سال ۱۹۳۰ آغاز کرد.